# Educação em Andorra
A educação em Andorra é obrigatória para todas as crianças com idade entre 6 e 16 anos.
Há essencialmente três sistemas de ensino coexistindo no país: francês, espanhol, e um sistema próprio andorrano. O governo francês subsidia parcialmente a educação nas escolas de língua francesa de Andorra; as escolas no setor sudeste, perto da Espanha, recebem suporte da igreja. A língua local, catalão, foi introduzida por uma escola sob o controle da Igreja Católica Romana. Cerca de 50% das crianças do país frequentam escolas primárias francesas, e os outros as escolas espanhola e andorrana. No geral, as escolas de Andorra seguem o currículo espanhol, com seus diplomas reconhecidos na Espanha. A taxa de matrícula na escola primária foi estimada em 2003 em cerca de 89% (88% para garotos e 90% para garotas). No mesmo ano, a taxa para escolas secundárias era de 71% (69% para garotos, 74% para garotas). A taxa de alunos por professores nas escolas primárias era de cerca de 12:1 em 2003, e de 7:1 nas escolas secundárias.